# Холодков, Виктор Васильевич
Виктор Васильевич Холодков (13 июня 1921, Ивановское, Рязанский округ — неизвестно) — советский журналист.

## Биография
Виктор Холодков родился 13 июня 1921 года в селе Ивановское Рязанского округа (ныне Рязанская область) в крестьянской семье. В 1939 году окончил с отличием Старожиловскую среднюю школу, поступил в Московский педагогический институт имени К. Либкнехта (ныне Московский педагогический государственный университет) на факультет русского языка и литературы.
Получив повестку из Бауманского районного военкомата, поступившую в общежитие, где он проживал, 12 декабря 1939 года был призван в Красную армию. Служил под Ленинградом рядовым 31-го запасного стрелкового полка, затем, после обучения, начальником радиостанции 118-го стрелкового полка 54-й стрелковой дивизии, располагавшейся в посёлке Ухта (ныне Калевала).
Летом 1942 года Виктора Холодкова перевели в 904-ю отдельный батальон связи, который обслуживал штаб 54-й стрелковой дивизии. Он стал обеспечивать командира дивизии радиосвязью с полками и батальонами. Холодков был принят в партию, ему поручили работать агитатором.
12 февраля 1945 года ему был вручён орден Красной Звезды.
Старший радиотелеграфист Виктор Холодков принимал участие в боях по освобождению Кёнигсберга и был награждён медалью. В начале мая 1945 года дивизия была переброшена в Прагу, но освободить столицу Чехословакии не удалось — пехотные стрелковые дивизии оказались впереди танкистов 1-го Украинского фронта. Около чешского города Яблонец старший сержант Холодков получил радиосообщение о победе.
19 мая 1945 года Виктор Холодков был награждён медалью «За боевые заслуги» за «бесперебойное обеспечение радиосвязью НП командира 337-го стрелкового полка, что позволило „непрерывно управлять боем“».
В декабре 1945 года Виктор Холодков вернулся в свой родной район, там работал редактором местного радиовещания, редактором районной газеты «Старожиловский колхозник».
В 1949—1952 годах по направлению Министерства иностранных дел СССР работал дежурным комендантом советского представительства в Организации Объединённых наций и миссии СССР на Кубе. По возвращении из командировки вернулся в журналистику. Работал редактором районной газеты в городе Пронске Рязанской области, возглавлял межрайонную газету «Звезда».
В июле 1964 года переехал в Тульскую область. Спустя время стал заведующим отделом газеты «Ленинский путь» в Ясногорском районе. Когда в апреле 1965 года Заокский район был восстановлен, Виктор Холодков получил предложение от областного комитета КПСС продолжить выпуск старейшей районной газеты «Великий почин». В то время он был приглашён на должность главного редактора газеты и пришёл «на пустое место», где не было ни работников, ни помещения.
До 1973 года работал редактором заокской газеты, был избран депутатом районного Совета народных депутатов, стал членом бюро областного комитета КПСС. В 1971 году Виктор заочно окончил Московский полиграфический институт (ныне часть Московского политехнического университета) и получил квалификацию редактора массовой литературы.
Последние годы жизни провёл в Серпухове. В 1981 году ушёл с должности заместителя редактора газеты «Коммунист».
В 1985 году Виктор Холодков был награждён орденом Отечественной войны II степени.